# Juraföderation

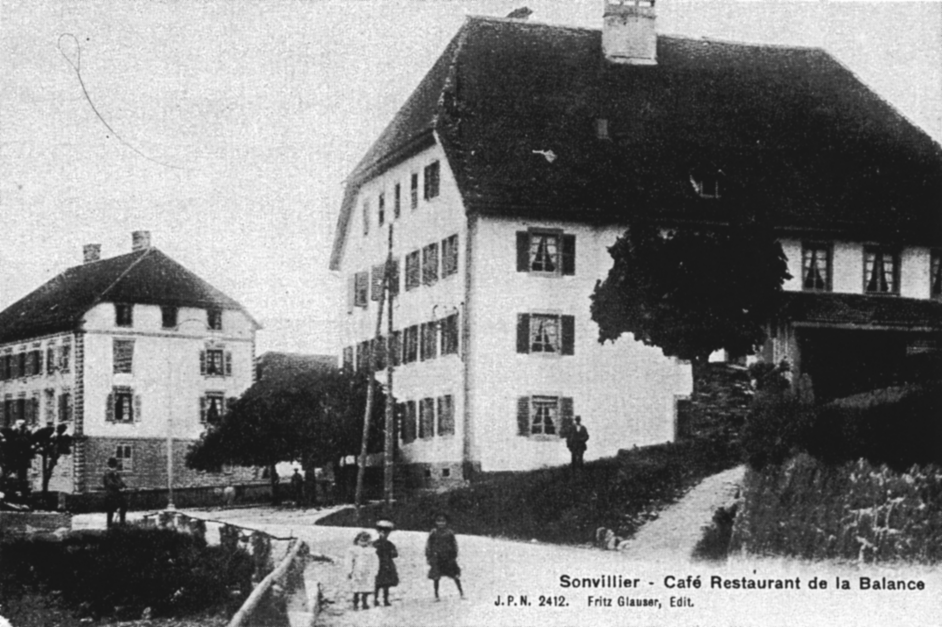
Im Hôtel de la Balance in Sonvilier wurde die Juraföderation am 12. November 1871 gegründet

Die Juraföderation (französisch Fédération jurassienne; auch Jurassischer Bund oder Jura-Bund genannt) war eine revolutionäre Bewegung in der Westschweiz, die hauptsächlich aus Uhrenarbeitern im historischen Berner Jura und im Neuenburger Jura bestand. Sie wurde als Föderation von antiautoritären und anarchistischen Sektionen der Ersten Internationale 1871 gegründet und wurde in den 1870er Jahren praktisch zum Zentrum der internationalen anarchistischen Bewegung.

## Geschichte

### Anfänge der Internationale in der Westschweiz (1866–1868)

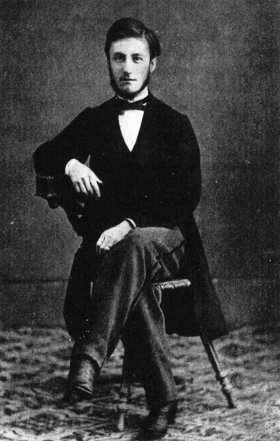
James Guillaume gehörte zu den aktivsten Mitgliedern der Juraföderation

Der Aufruf zum Zusammenschluss aller Arbeiter durch die 1864 in London gegründete Ersten Internationale führte im Berner und Neuenburger Jura 1866 zur Bildung von Sektionen der Internationale. Besonders aktive Sektionen wurden in Le Locle von James Guillaume und in Sonvilier von Adhémar Schwitzguébel mitbegründet. Die Mitglieder der jurassischen Sektionen hatten vorwiegend Berufe in der Uhrenbranche und waren Uhrmacher, Graveure und Guillocheure, Uhrenschalen- und Federmacher. Die Mitglieder dieser Sektionen, wie beispielsweise James Guillaume, sahen sich noch als fortschrittliche Radikale und Freidenker. Einen wichtigen Stellenwert hatte die Kirchen- und Religionskritik. Die Jurassier sahen den religiösen orthodoxen Calvinismus, der diesen Teil der Schweiz besonders prägte, als Hauptgegner der Arbeiterbewegung.
Die Jurassier teilten einige Standpunkte des Anarchismus, wie den Atheismus oder die Überzeugung, dass die soziale Emanzipation nicht durch Reformen erreicht werden könne. Sie waren aber in der Gründungszeit der ersten Sektionen noch keine Anarchisten. In der Anfangszeit versuchte beispielsweise auch die Sektion von Le Locle bei den Wahlen von 1866 den Einstieg ins Kantons- und Gemeindeparlament, was jedoch ein einmaliger Versuch blieb. Dagegen wurde in der Folgezeit der Abstentionismus, d. h. die Verweigerung der Teilnahme an Wahlen, zu einem wichtigen Element der jurassischen Arbeiterbewegung. Im Laufe der Zeit entwickelten die Jurassier dann immer radikalere, revolutionärere Ideen und näherten sich stetig kollektivistischen und anarchistischen Positionen an.
Neben diesen Sektionen, die später den Kern der Juraföderation bildeten, bestanden noch zwei weitere Zentren der Westschweizer Arbeiterbewegung, die in der Internationale organisiert waren. Dazu gehörten im Jura die Sektionen unter der Leitung von Dr. Coullery, einem Arbeiterarzt, der der Freisinnig-Demokratischen Partei nahestand, und der Genfer Fabrique, mehreren Sektionen, die zum grossen Teil aus deutschen Emigranten bestanden. Diese Westschweizer Sektionen beschlossen am Rande des zweiten Kongresses der Internationale 1867 in Lausanne, die Bildung einer gemeinsamen Föderation voranzutreiben, um den Zusammenhalt und die Zusammenarbeit zu verstärken.
Doch verschlechterten sich die Beziehungen mit Coullery im Laufe des Jahres rasch, weil dieser gemeinsam mit Royalisten und Klerikalen für Wahlzwecke eine eigene Partei gründete und die Arbeiter unter seinem Einfluss für dieses Vorhaben einspannte. Zum offenen Bruch kam es dann nach dem Kongress von Brüssel 1868, nachdem Coullery die Resolutionen des Kongresses in seiner Zeitung Voix de l’Avenir offen kritisiert hatte. Da man zuvor die Zeitung von Coullery zum gemeinsamen Organ der Westschweizer Internationalen gemacht hatte, versuchte man nun mit einer eigenen Zeitung gegenzusteuern. In Le Locle gab James Guillaume am 17. Dezember 1868 die erste Ausgabe der Zeitschrift Progrès heraus, die zum Organ der Internationalisten im Jura wurde.

### Bildung der Romanischen Föderation (1869)

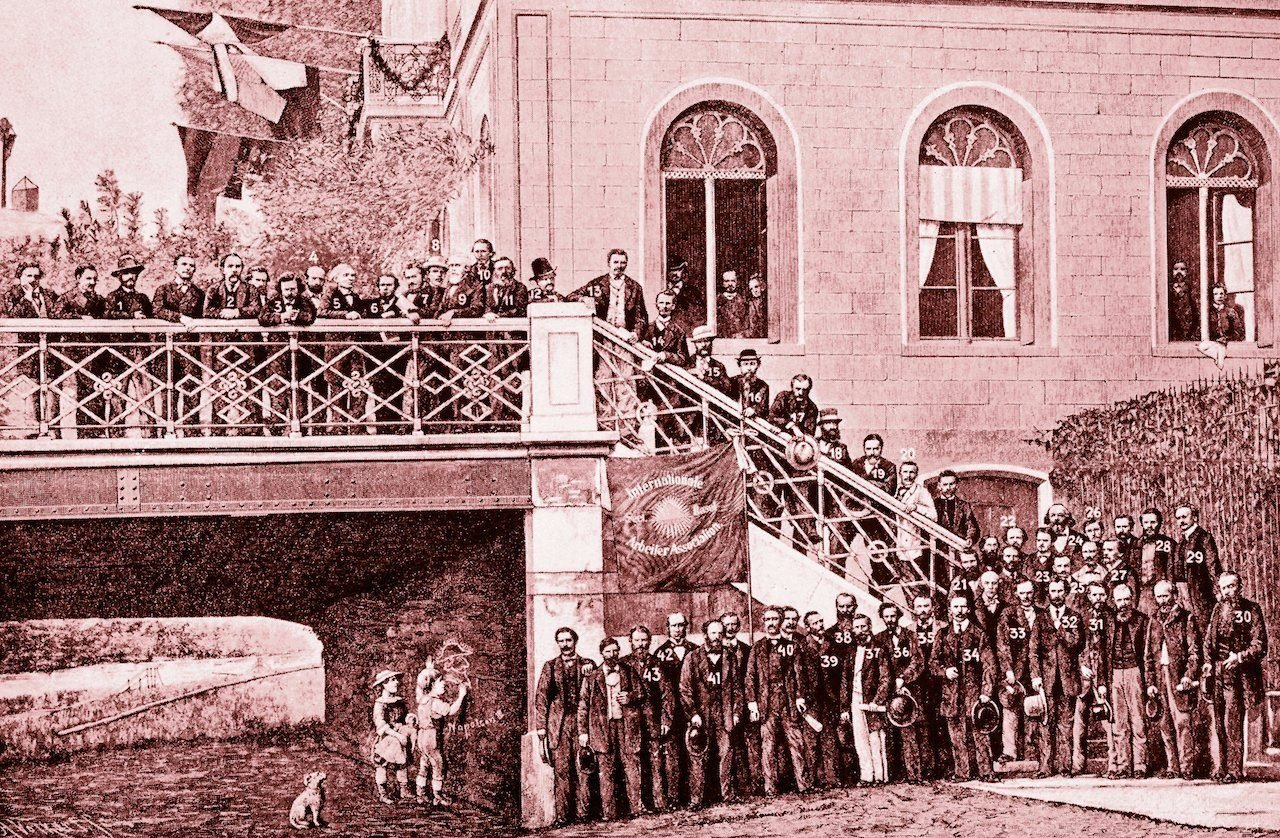
Die Teilnehmer des Basler Kongresses der Internationale von 1869.

Am 2. Januar 1869 trafen sich 30 Westschweizer Sektionen der Internationale zu einer gemeinsamen Konferenz in Genf, an der die Sektion von Dr. Coullery nicht mehr teilnahm. Zum gemeinsamen Organ der Westschweizer Sektionen wurde dort die Zeitschrift Égalité ernannt und zu diesem Zweck in Genf gegründet. Im Januar und Februar 1869 genehmigten die einzelnen Sektionen die Föderalstatuten, die während des Kongresses ausgearbeitet worden waren. Somit war die Romanische Föderation gegründet, die ein Zusammenschluss der Westschweizer Sektionen der Internationale war. Dies war eine Ausnahmeerscheinung innerhalb der Internationale, da sich üblicherweise nur ganze Länder und nicht einzelne Landesteile zu Föderationen zusammenschlossen.
Im Verlauf des Jahres 1869 bewegten sich die Arbeiter im Neuenburger und Berner Jura hin zu radikaleren, kollektivistischen bzw. anarchistischen Positionen. Durch eine erfolgreiche Agitation im Jura wurde die Bewegung für eine grössere Anzahl von Arbeitern interessant, was den Einfluss von Dr. Coullery im Jura schwächte. Den Höhepunkt dieser Entwicklung bildete das Treffen von Crêt-du-Locle bei La Chaux-de-Fonds, das vom Kern der radikalen Sektionen im Jura, James Guillaume, Adhémar Schwitzguébel und Auguste Spichiger organisiert wurde. Das Treffen zog viele Arbeiter an und die votierten Resolutionen zeigten die Entwicklung dieses radikalen Kreises hin zum Anarchismus. Hinzu kamen Vortragsreisen von Michail Bakunin, zu dem die Jurassier eine freundschaftliche Beziehung pflegten.
1869 vollzog sich auf dem Kongress von Basel ein ideologischer Wechsel innerhalb der Internationale. Unter dem Einfluss der belgischen Sektionen um César de Paepe, der jurassischen Sektionen und Michail Bakunin bewegte sich die Internationale weg vom Mutualismus, der seit der Gründung der Internationale die wichtigste sozialistische Strömung in der Internationale war. Statt der Mutualisten wurden die kollektivistischen Anarchisten zur wichtigsten Kraft, was sich auch in den Debatten und den Kongressresolutionen von 1869 niederschlug. Diese Entwicklung der Internationale wurde von Karl Marx und Friedrich Engels, die als Mitglieder im Generalrat der Internationale tätig waren, als persönlicher Versuch von Michail Bakunin gesehen, die Macht in der Internationale an sich zu reissen.
In der Folgezeit verhärteten sich die Fronten zwischen diesen zwei Lagern innerhalb der Internationale. Auf der einen Seite standen die Anhänger der politischen Aktion (Parteienbildung, Wahlbeteiligung zum Wohl der Arbeiter) und die Kommunisten mit Marx und Engels, die auf die Unterstützung der Englischen Föderation und der Deutschen Sozialdemokratie zählen konnten. Und auf der anderen Seite standen die Antiautoritären und Kollektivisten, die für unmittelbare revolutionäre Aktionen, den Streik und die Selbstverwaltung einstanden und nichts von der Bildung von politischen Parteien und der Teilnahme an der Wahlpolitik hielten. Sie stellten nach dem Kongress von 1869 mit den Föderationen von Spanien, Italien, Belgien, Holland und grossen Teilen der Französischen Föderation die Mehrheit in der Internationale.
Die Schweiz war in dieser Hinsicht ein Spezialfall, da sich der Konflikt zwischen den beiden Lagern hier innerhalb eines einzigen Landes zu zeigen begann. Den antiautoritären Jurasektionen standen grosse Teile der Genfer Sektionen mit ihrem Wortführer Nikolai Utin gegenüber. Dazu kamen die wenigen Deutschschweizer Sektionen mit Herman Greulich, die sich an der Deutschen Sozialdemokratie orientierten, jedoch in diesem Konflikt keine grosse Rolle spielten.

### Die Romanische Föderation als erster Schauplatz des Konflikts in der Internationale (1870–September 1871)

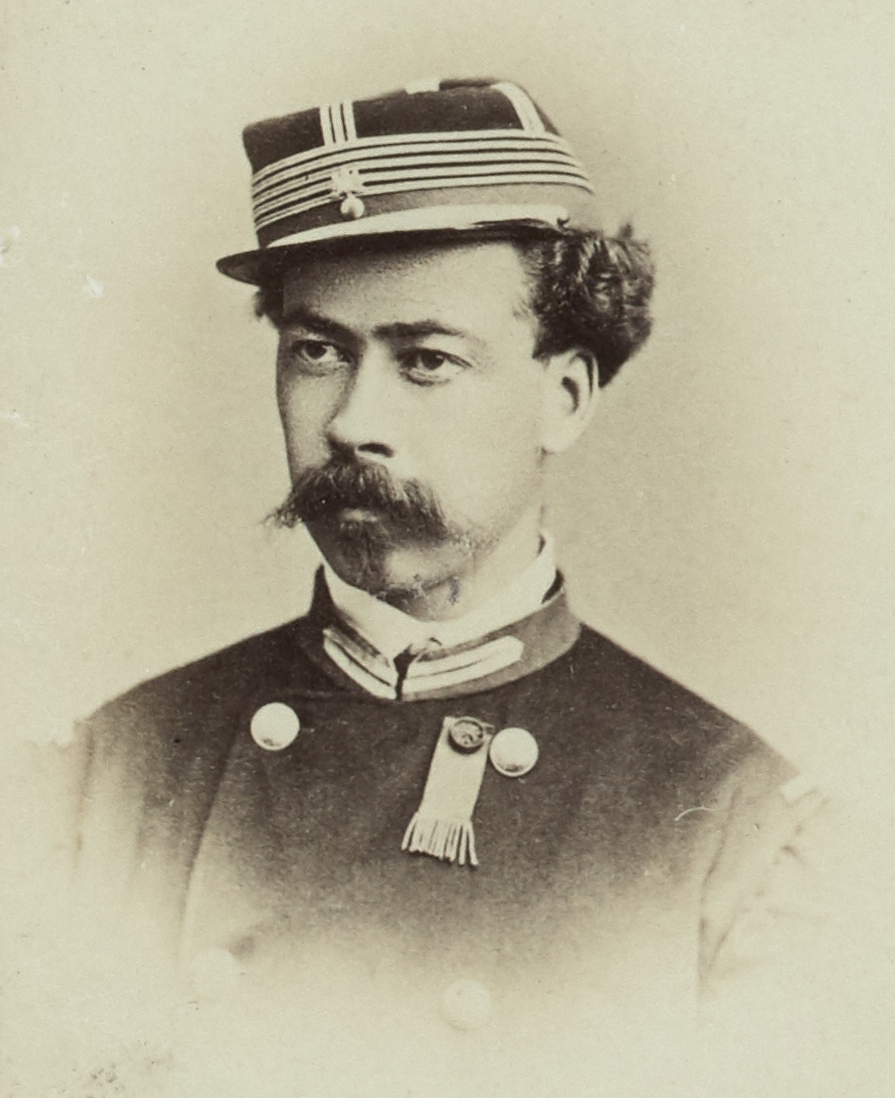
Jean-Louis Pindy war einer von vielen Flüchtlingen der Pariser Kommune, die aus Frankreich in den Jura kamen.

Zu einem ersten Konflikt kam es innerhalb der Romanischen Föderation wegen des Beitritts der Allianz zur Internationale. Die Allianz war eine Gruppe von etwa 80 Revolutionären, der neben Michail Bakunin auch die Jurassier James Guillaume und Adhémar Schwitzguébel angehörten. Ein Mitgliedschaftsantrag der Allianz wurde vom Generalrat der Internationale jedoch mit der Begründung abgelehnt, dass internationale Organisationen nicht direkt ein Teil der Internationale werden könnten. Stattdessen wurde vorgeschlagen, dass sich die Allianz-Mitglieder den Föderationen der jeweiligen Herkunftsländer anschliessen, was diese wiederum akzeptierten.
Die Debatte um die Aufnahme der Allianz-Mitglieder in die Romanische Föderation verlief auf ihrem Kongress im April 1870 turbulent. Der Russe Nikolai Utin, ein persönlicher Feind von Michail Bakunin, trat als Vertreter der Genfer Sektionen der Fabrique auf und gab sich unversöhnlich. Er forderte die Mitglieder der Romanischen Föderation auf, den Mitgliedern der Allianz den Zutritt zur Föderation zu verweigern. Bei der anschliessenden Abstimmung stimmten die Mitglieder der Romanischen Föderation mit 28 zu 18 Stimmen einem Beitritt der Allianz-Mitglieder zu. Der Präsident des Kongresses, der einer Sektion von Dr. Coullery angehörte, akzeptierte die Niederlage nicht und setzte die vorwiegend jurassischen Teilnehmer vor die Türe. Die Ausgeschlossenen hielten den Kongress dann in einem eigenen Lokal ab, sodass zwei Kongresse der Romanischen Föderation zur gleichen Zeit tagten. Der Kongress der Jurassier beschloss in seinem Kongress den Kollektivismus als Ziel und übertrug die Herausgabe eines eigenen Organs mit dem Namen Solidarité James Guillaume.
Der Streit innerhalb der Romanischen Föderation gelangte nun zum Generalrat der Internationale nach London. Nach Berichten beider Parteien über den Verlauf des Kongresses, entschied der Generalrat zugunsten der Genfer Sektionen. Der Generalrat schrieb in einer Stellungnahme, dass die Mehrheit der Jurassier bei der Abstimmung zur Allianzresolution nur „nominal“ gewesen sei und erkannte den Jurassiern das Recht ab, sich Romanische Föderation zu nennen. Die Jurassier hingegen akzeptieren das Urteil des Generalrats nicht und entgegneten, dass nur ein ordentlicher Kongress der Internationale eine Entscheidung in diesem Streit bringen darf. Nachdem jedoch am 19. Juli der Deutsch-Französische Krieg ausbrach, trat der Konflikt in der Romanischen Föderation für die Mitglieder der Internationale in den Hintergrund. Die Arbeiterbewegung blickte nach Frankreich und später vor allem auf die Pariser Kommune.
Im Verlauf des Deutsch-Französischen Krieges gab James Guillaume ein Flugblatt mit dem Titel Manifest an die Sektionen der Internationale heraus. Es wurde den Abonnenten der Solidarité zugeschickt und warb bei diesen um Unterstützung für Frankreich. Die Neuenburger Kantonsregierung verfügte daraufhin die Beschlagnahmung des Manifests und Verbot die weitere Herausgabe der Solidarité im September 1870. Das Fehlen eines eigenen Organs, der Einzug der Arbeiter zur Grenzbesetzung aufgrund der Kriegssituation und die kriegsbedingt fehlende Nachfrage in der Uhrenbranche führten zu einem Rückgang der Aktivitäten in der jurassischen Arbeiterbewegung im Winter 1870/71.
Nach der Niederschlagung der Pariser Kommune gründeten die jurassischen Internationalen eine Hilfsorganisation für die Kommuneflüchtlinge. Die Organisation ermöglichte den Flüchtlingen die Einreise in die Schweiz und organisierte ihre Unterbringung bei Arbeiterfamilien. Adhémar Schwitzguébel reiste zu diesem Zweck nach Paris und verhalf vielen Kommunarden mit Hilfe von mitgeführten Schweizer Pässen zur Einreise in die Schweiz. Viele der französischen Kommunarden schlossen sich in der Folge den jurassischen Internationalen an, wie Gustave Lefrançais, Jean-Louis Pindy und der spätere marxistische Anführer des Parti ouvrier Jules Guesde.
Der jährliche Kongress der Internationale sollte im Herbst 1870 in Amsterdam abgehalten werden, doch der Generalrat beschloss, den Kongress aufgrund der Kriegswirren nicht abzuhalten. Ohne Kongress konnte auch die Internationale im Streit in der Romanischen Föderation kein Urteil sprechen. Die Jurassier versuchten im folgenden Jahr den Kontakt mit dem Generalrat wieder aufzunehmen, was von Seiten des Generalrats nicht erwidert wurde. Für das Jahr 1871 liess der Generalrat den ordentlichen Kongress ebenfalls ausfallen und organisierte stattdessen eine Konferenz an seinem Standort in London. Die Jurassier wurden aber vom Generalrat nicht zur Konferenz eingeladen und betrauten den Franzosen Paul Robin, der zu dieser Zeit Teil des Generalrats war, mit der Vertretung ihrer Interessen. Ihm übergaben sie einen längeren Brief, den sie an die Delegierten in London richteten. Darin bestanden sie noch einmal darauf, dass nur ein regulärer Kongress der Internationale eine Entscheidung in der Sache treffen sollte, und beklagten, dass man den Jurassiern nicht einmal die Gelegenheit geben würde, sich persönlich zu verteidigen und ihren Standpunkt zu erklären. Darüber hinaus kritisierten sie die eigenmächtige Entscheidung des Generalrats und beklagten dessen Voreingenommenheit, da der Generalrat ohne ausreichende Kenntnis der Situation die jurassischen Sektionen praktisch aus den Aktivitäten der Internationale ausschloss und den Kontakt abbrach.
Die Londoner Konferenz die vom 17. September 1871 an tagte, wurde danach von vielen Sektionen und Föderationen heftig kritisiert. Von den 23 Teilnehmern der Konferenz waren 13 Mitglieder des Generalrats und es wurde der Beschluss gefasst, dass nur der Generalrat den genauen Wortlaut der Beschlüsse bestimmen darf. Einer der wenigen unabhängigen Delegierten Anselmo Lorenzo von der Spanischen Föderation, war schockiert über die Vorgänge und beschrieb die Konferenz als Privatkongress von Marx. Die Konferenz beschloss einige Resolutionen, die hauptsächlich gegen die Antiautoritären gerichtet waren und sprach dem Generalrat das Recht zu, Ort und Zeit des nächsten ordentlichen Kongresses der Internationale selbst zu bestimmen. Vom Genfer Delegierten Nikolai Utin wurde der Streit in der Romanischen Föderation zur Sprache gebracht. Zur Beratung der Frage wurde eine fünfköpfige Kommission gebildet, in der Marx de facto den Vorsitz hatte. Der Beschluss der Konferenz bekräftigte die Entscheidung des Generalrats in der Frage der Romanischen Föderation und forderte die Jurassier auf, sich entweder wieder mit den Genfern in der Romanischen Föderation zu vereinigen, oder sich als separate Föderation mit dem Namen Fédération jurassienne neu zu konstituieren.

### Bildung der Juraföderation (November 1871–Februar 1872)

Logo der Juraföderation

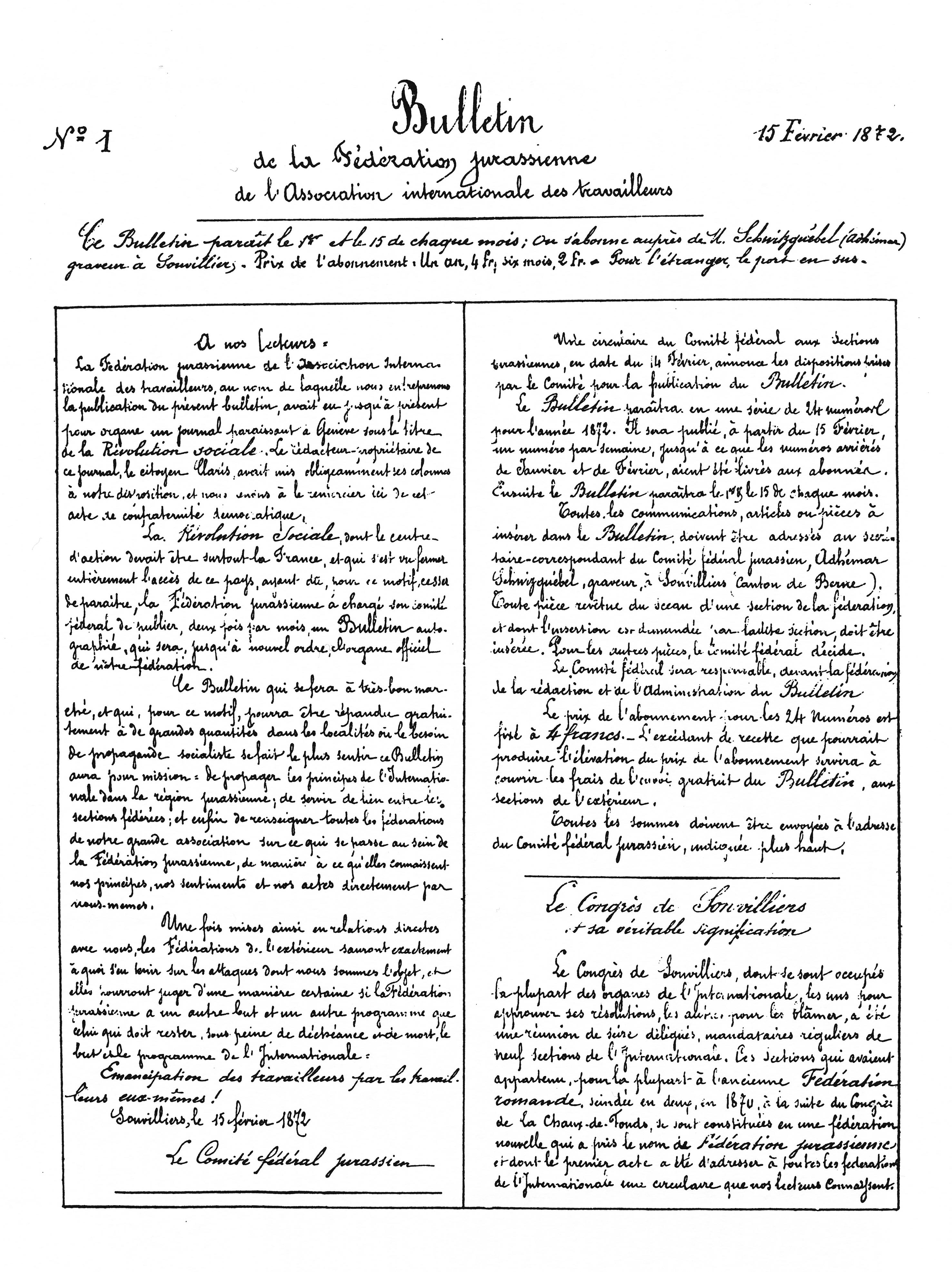
Erste (hektografierte) Ausgabe des Bulletin de la Fédération jurassienne vom 15. Februar 1872.

Nachdem die Jurassier von den Londoner Beschlüssen erfahren hatten, beschlossen sie die Einberufung eines Föderalkongresses. Am 12. November 1871 tagte der Kongress in Sonvilier, an dem 14 Delegierte teilnahmen. Sie beschlossen die Gründung der Juraföderation und gaben sich neue Statuten, die von James Guillaume verfasst wurden. In der Juraföderation vereinigte sich somit die Mehrheit der Westschweizer Sektionen, die kollektivistische, antistaatliche und föderalistische Thesen vertraten und sich gegen die Beschlüsse der Londoner Konferenz von 1871 auflehnten.
Die Delegierten einigten sich auf ein Protestschreiben gegen die Beschlüsse der Londoner Konferenz, das sogenannte Zirkular von Sonvilier. Es wurde in 500 Exemplaren gedruckt und an alle Föderationen der Internationale verschickt. Im Zirkular von Sonvilier forderten die Mitglieder der Juraföderation die Reorganisation der Internationale auf föderalistischer Basis. Der Generalrat der Internationale solle dabei dem allgemeinen Kongress unterstellt sein und in ein einfaches Korrespondenzbüro umgewandelt werden. Sie kritisierten die Macht und das diktatorische Verhalten des Generalrats, der nicht mehr als neutraler Mittler zwischen den verschiedenen Föderationen und Sektionen der Internationale auftrete. Stattdessen versuche der Generalrat seine eigene orthodoxe Doktrin der Internationale aufzuzwingen. Ferner müsse die Form, die man der Internationale als revolutionärer Organisation gebe, so gut wie möglich dem Ideal der angestrebten Gesellschaft entsprechen. Die revolutionäre Organisation sei gewissermassen das Embryo der zukünftigen Gesellschaft. Folglich könne sich aus einer autoritären Organisation nie eine freie Gesellschaft entwickeln.
Am 13. Februar 1872 erschien die erste Ausgabe der Zeitung Bulletin de la Fédération jurassienne, das fortan als Organ der Juraföderation von James Guillaume herausgegeben wurde. Vorher publizierte die Juraföderation ihre Mitteilungen in der Zeitschrift Révolution Sociale, die vor allem an französische Leser gerichtet war und durch das Verbot in Frankreich nicht mehr erscheinen konnte. Die ersten vier Nummern waren hektographiert und die Zeitung erschien anfangs alle zwei Wochen, stellte dann jedoch rasch auf wöchentliche Erscheinungsweise um.
Im Frühjahr 1872 besuchte Peter Kropotkin die Juraföderation, um sich ein Bild von der sozialistischen Arbeiterbewegung zu machen. Mitglieder der Juraföderation, wie James Guillaume und Adhémar Schwitzguébel, spielten dabei eine Schlüsselrolle bei Peter Kropotkins Wandel zum Anarchismus. In den Memoiren eines Revolutionärs schrieb Kropotkin über seinen Aufenthalt im Jura im Jahre 1872:

„Die Art wie jeder jeden als Gleichen sah und behandelte, die ich in den jurassischen Bergen fand, die Unabhängigkeit im Denken und im Ausdruck, wie ich sie sich unter den dortigen Arbeitern entwickeln sah, und ihre grenzenlose Hingabe an die gemeinsame Sache sprachen meine Gefühle noch viel mehr an; und als ich die Berge nach einer guten Woche Aufenthalt bei den Uhrmachern wieder hinter mir liess, standen meine sozialistischen Ansichten fest: Ich war ein Anarchist.“

Daneben besuchten auch andere sozialistische Persönlichkeiten die Juraföderation, wie André Léo, Carlo Cafiero und der französische Geograph Élisée Reclus, der sich im Schweizer Exil der Juraföderation anschloss.

### Eskalation des Konflikts mit dem Generalrat (März 1872–September 1872)
Im März 1872 antwortete der Generalrat der Internationale auf das Zirkular von Sonvilier mit einer 38-seitigen Broschüre mit dem Titel Les Prétendues Scissions dans l’Internationale (dt.: Die angeblichen Spaltungen in der Internationale). Die Schrift wurde hauptsächlich von Marx verfasst und wie das Zirkular von Sonvilier an alle Föderationen der Internationale verschickt. In der Broschüre wird vor allem Michail Bakunin als angebliches Oberhaupt einer sektiererischen Bewegung innerhalb der Internationale angegriffen und die Allianz, die zu diesem Zeitpunkt bereits nicht mehr existierte, wurde als parasitäre Organisation zum Schaden der Internationale bezeichnet. Auch James Guillaume und seine Zeitschrift Progrès wurden namentlich erwähnt und für ihre Kritik am Generalrat angegriffen. Die polemische Broschüre wurde von den Föderationen schlecht aufgenommen. Auch dem Generalrat wohlgesinnte Personen standen der Broschüre ablehnend gegenüber, darunter beispielsweise der Zürcher Sozialdemokrat Herman Greulich, der die Schrift in einem Brief an ein Generalratsmitglied stark kritisierte.
Durch die polemische und unsachliche Art, in der die Juraföderation und die Antiautoritären angegriffen wurden, war das Verhältnis der beiden Lager in der Internationale vollends vergiftet. Die italienische Föderation stellte die Beziehungen mit dem Generalrat komplett ein und die belgische Föderation forderte die Abschaffung des Generalrats in der damaligen Form. Die im Privatzirkular Les Prétendues Scissions dans l'Internationale Angegriffenen wiederum widersprachen den Vorwürfen des Generalrats vehement. In verschiedenen persönlichen Berichten in der Zeitschrift Bulletin de la Fédération jurassienne vom 15. Juni 1872 schilderten sie ihren Standpunkt und wiesen die Vorwürfe zurück, da sie nicht der Wahrheit entsprächen. Die Artikel wurden daraufhin in einer Broschüre gesammelt und unter dem Titel Réponse de quelques internationaux à la circulaire privée du Conseil Général (dt.: Erwiderung von einigen Mitgliedern der Internationale auf das Privatzirkular des Generalrats) herausgegeben.
Im Sommer 1872 lud der Generalrat nach zwei Jahren ohne ordentlichen Kongress die Sektionen der Internationale wieder zu einem allgemeinen Kongress ein. Der Jahreskongress wurde auf den 2. September im holländischen Den Haag angesetzt. Die Juraföderation kritisierte umgehend mit einem Brief an den Generalrat die Wahl des Kongressorts, da dieser nicht zentral liege, um es allen Föderation zu ermöglichen in genügender Zahl am Kongress teilzunehmen. Der Generalrat wies die Kritik zurück und gab auch dem Gegenvorschlag der Juraföderation nach einem Kongressort in der Schweiz eine Abfuhr.
Als sich die Delegierten für den Kongress der Internationale am 2. September in Den Haag einfanden, hatte sich Marx durch Blankomandate aus Deutschland und Amerika und mehreren Mitgliedern des Generalrats bereits eine Mehrheit geschaffen, die es ihm erlaubte, die Zustimmung für sämtliche von ihm selbst vorgeschlagenen Massnahmen zu erhalten. Daneben war durch die Wahl von Den Haag auch ausgeschlossen, dass Michail Bakunin als einer der Hauptangeklagten, teilnehmen konnte, da er in Frankreich und Deutschland polizeilich gesucht wurde. Die Mitglieder der Juraföderation reagierten und verkündeten, dass sie gemeinsam mit den Mitgliedern der Spanischen Föderation jede Abstimmung durch ihre Stimmenthaltung entwerten wollen und bezeichneten den Kongress wegen seiner Zusammensetzung bloss als „lächerliche Komödie.“
James Guillaume verlangte als Wortführer der Opposition am Kongress die Zurücknahme der Basler Administrativresolutionen, die dem Generalrat weitreichende Kompetenzen übertrugen, forderte die Abschaffung des Generalrats und die Einrichtung eines zentralen Büros für Statistik und Korrespondenz. Er weigerte sich vor einer von Marx geschaffenen Allianz-Untersuchungskommission zu erscheinen oder auszusagen. Die Untersuchungskommission kam nach der Anhörung von vier Zeugen, darunter auch Marx und Engels, zum Schluss, dass Bakunin, Guillaume und Schwitzguébel der Verschwörung gegen die Internationale schuldig waren und beantragte ihren Ausstossung aus der Internationale. Nach der Verlesung einer Solidaritäterklärung von der belgischen, holländischen, spanischen und Teilen der englischen und amerikanischen Föderation durch Victor Dave stimmte der Kongress für den Ausschluss von James Guillaume und Michail Bakunin aus der Internationale. Die antiautoritären Delegierten protestierten dagegen und verliessen den Kongress daraufhin.

### Zentrum der Antiautoritären Internationale (September 1871–1877)

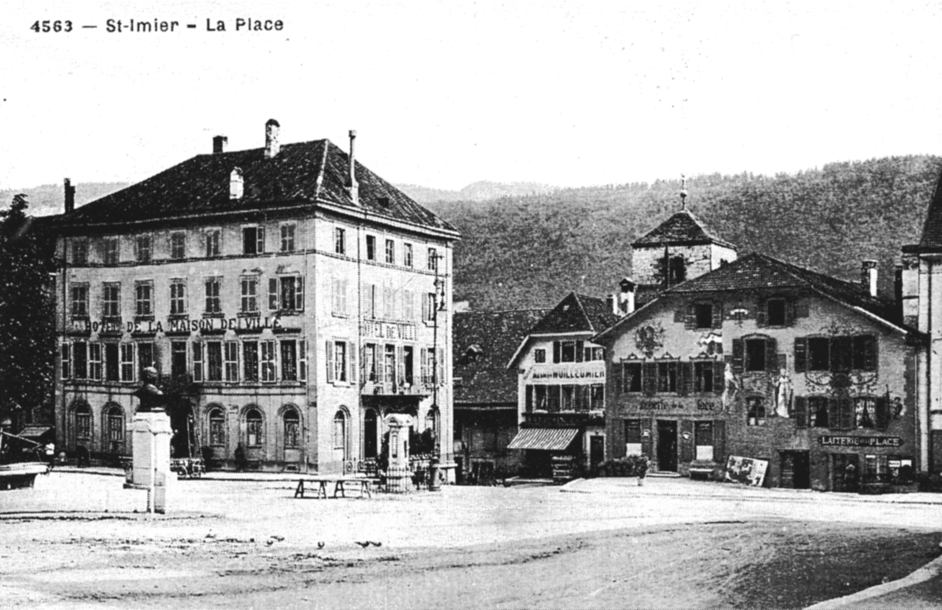
Gründungsort der Antiautoritären Internationale: Hôtel de la maison de Ville in Saint-Imier (heute: Hôtel Central).

Zahlreiche Vertreter der antiautoritären Föderationen reisten im Anschluss an den Kongress von Den Haag nach Saint-Imier in den Berner Jura. Auf einem internationalen Gegenkongress gründeten die Delegierten am 15./16. September 1872 die Antiautoritäre Internationale, die ihr Zentrum fortan im Jura hatte. Die Antiautoritäre Internationale vereinigte nach ihrer Gründung alle aktiven Landesföderationen der Internationale und sah sich so als legitime Nachfolgerin der Internationalen Arbeiterassoziation, die sie weiterführte. Die Landesföderationen von Belgien, England, Holland, Italien, Spanien, Frankreich und den USA schlossen sich gemeinsam mit der Juraföderation der Antiautoritären Internationale an.
Der antiautoritäre Teil der Internationale sollte alle Sektionen und Mitglieder umfassen, die sich für eine verstärkte föderale Organisation der Internationale einsetzten. Die Delegierten beschlossen auf dem Gründungskongress einstimmig die Zerstörung aller Herrschaftsstrukturen und die Anarchie als Ziel, und als Mittel dazu den revolutionären Streik. Da aber nicht alle Landesföderationen am Gründungskongress anwesend waren, wurde dieser Punkt später von der englischen und amerikanischen Föderation abgelehnt, die den Einfluss der Arbeiter auf die Politik als notwendig erachteten. Man einigte sich darauf, dass die Internationale – wie früher – den Landessektionen nicht vorschreiben kann, welche Strategie diese im Kampf für die Emanzipation der Arbeiter verfolgen müssen und man sprach sich für den Strömungspluralismus innerhalb der Internationale aus. Auf dem Kongress wurde auch die Zeitung Bulletin de la Fédération jurassienne zum Organ der Antiautoritären Internationale.
Nach dem Kongress wurden die Föderationen von Belgien, England, Spanien und die Juraföderation vom neuen Generalrat in New York aus der Internationale ausgeschlossen; die italienische Föderation wurde gar nicht anerkannt. Dieser Schritt wurde aber von den betroffenen Föderationen nicht ernst genommen und führte zu einer weiteren Isolation des Generalrats. Die Beschlüsse der Londoner Konferenz und des Haager Kongresses wurden in der Folge von allen regionalen Föderationen der Internationale auf ihren jeweiligen Kongressen für nichtig erklärt. Die Beschlüsse von 1871 und 1872 hätten nicht dem Willen der Mitglieder der Internationale entsprochen, weil die Mehrheit der Delegierten gar keine Sektionen der Internationale repräsentierten.
Am ersten Kongress der Antiautoritären Internationale von 1873 in Genf nahmen Delegierte der Föderationen von England, Belgien, Spanien, Holland, Italien, der Schweiz und Frankreich teil. In einer ersten Resolution beschlossen die Delegierten die Abschaffung des Generalrats und stellten teilweise die Statuten von 1866 wieder her. Allgemein bildete die Statutenrevision den grössten und wichtigsten Teil des Kongresses. Die Autonomie der Föderationen und Sektionen wurde gestärkt, indem alle Resolutionen nur die zustimmenden Föderationen oder Sektionen verpflichtet. Jedes Jahr sollte eine andere regionale Föderation das Föderalbüro der Internationale übernehmen und mit Korrespondenz, Statistik und der Organisation des nächsten Kongresses beauftragt werden. Damit sich ähnliche Vorkommnisse wie der Haager Kongress nicht mehr wiederholen konnten, wurde beschlossen, dass nur noch über Verwaltungsfragen und nicht mehr über Prinzipienfragen abgestimmt werden kann. Schliesslich schickten die Kongressdelegierten am letzten Kongresstag noch eine versöhnliche Adresse an den Kongress des Generalrats, der seinen Kongress zwei Tage später ebenfalls in Genf abhalten sollte.
Die Jurassier strebten in den Folgejahren eine stärkere Zusammenarbeit mit den Deutschschweizer Sozialisten an. Einige Mitglieder der Juraföderation nahmen zu diesem Zweck am Gründungskongress des Schweizerischen Arbeiterbundes 1873 in Olten teil und versuchten ihre kollektivistischen Ideen bekanntzumachen. Zu einer wirklichen Zusammenarbeit kam es zwischen den zentralistischen deutschschweizerischen Sozialdemokraten und den föderalistischen Jurassiern jedoch aufgrund der ideologischen Differenzen nie.
Nach dem Abschluss der Konflikte in der Internationale und dem erfolgreichen Organisieren der Antiautoritären Internationale stellte die Juraföderation wieder den syndikalistischen Kampf in den Vordergrund. Durch die syndikalistische Agitation konnten neue Mitglieder gewonnen werden und es bildeten sich einige neue Sektionen der Juraföderation. In den Jahren 1873/74 gehörten der Juraföderation 300 bis 400 Aktivisten an, die sich in der Westschweiz auf rund zwanzig Sektionen verteilten.
1876 kamen mit dem Franzosen Paul Brousse und Peter Kropotkin, zwei Anarchisten in den Jura, die den Kampf der Juraföderation bis 1878 stark prägten. Sie wurden Mitglieder der Juraföderation und übernahmen eine Zeit lang die Herausgabe der Zeitung Bulletin de la Fédération jurassienne. Sie versuchten vor allem die Deutschen und Deutschschweizer Arbeiter für den Anarchismus zu gewinnen und gründeten zu diesem Zweck die Arbeiterzeitung in Bern. Später gründete Paul Brousse die Zeitung L’Avant-Garde, die in erster Linie für Sozialisten in Frankreich bestimmt war und nach Frankreich geschmuggelt wurde.
Das Organ der Juraföderation Bulletin de la Fédération jurassienne de l’Association internationale des travailleurs zählte etwa 600 Abonnenten in rund zehn Ländern. Da es gleichzeitig auch das Organ der Antiautoritären Internationale war, wurde dabei die Juraföderation zum informellen internationalen Zentrum der anarchistischen Bewegung.

### Niedergang (1878–1882)

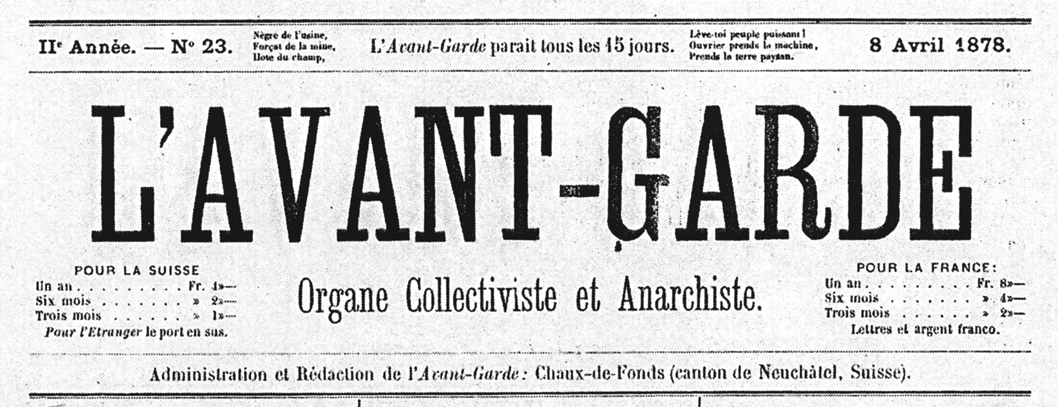
Die Zeitung L’Avant-Garde von Paul Brousse wurde 1878 für kurze Zeit zum Organ der Juraföderation.

Ab 1878 wurde die Juraföderation immer schwächer. Sie verlor 1878 ihr aktivstes Mitglied durch die Emigration von James Guillaume nach Paris. Er zog sich vorwiegend aus familiären Gründen für viele Jahre von der Bewegung zurück. Mit Guillaumes Weggang erschien auch das Bulletin de la Fédération jurassienne am 25. März 1878 zum letzten Mal. Adhémar Schwitzguébel und Auguste Spichiger, die ebenfalls zu den aktivsten Figuren der Bewegung gehörten, zogen ebenfalls weg; Spichiger emigrierte in die Vereinigten Staaten. Dazu kam die Krise in der Uhrenindustrie, die 1876 einsetzte und bis 1880 grosse Umstrukturierungen in der Uhrenbranche mit sich brachte. Viele Uhrenarbeiter verloren ihre Arbeitsplätze und die gegründeten jurassischen Widerstandsorganisationen waren zu wenig stark um dagegen anzukämpfen. Diese anhaltende Krise zwang viele Mitglieder der Juraföderation zur Arbeitssuche im Ausland. 1880 wurde mit der Sozialdemokratischen Partei eine Vorgängerpartei der SP Schweiz gegründet, die in der Westschweiz und im Jura rasch Zuwachs erhielt und auch einige Mitglieder der Juraföderation anzog.
Diese Faktoren führten dazu, dass sich die Juraföderation im Niedergang befand. Bald liess sie auch die Weiterführung der Antiautoritären Internationale fallen, nachdem sie von der belgischen Föderation im Stich gelassen wurde. Die belgische Föderation kam ihrer Pflicht nicht nach, 1878 einen Kongress zu organisieren und setzte ihre Hoffnungen wie viele andere Föderationen in eine neue gesamtsozialistische Internationale. Der Einbezug aller sozialistischen Strömungen bildete zwar bereits ein ausgesprochenes Ziel der Juraföderation mit der Bildung der Antiautoritären Internationale. An diesem Vorhaben waren die Jurassier aber nach vielen erfolglosen Versuchen schlussendlich gescheitert.
Nach der Einstellung der Zeitung Bulletin de la Fédération jurassienne 1878 wurde die Zeitung L’Avant-Garde von Paul Brousse zum Organ der Juraföderation. Doch bereits im gleichen Jahr wurde sie vom Schweizer Bundesrat wieder verboten. Danach blieb die Juraföderation ohne eigenes Organ. 1880 hielt die Juraföderation ihren letzten Kongress ab und hörte daraufhin faktisch auf zu existieren.